# Veli Räsänen
Veli Johannes Paavo Bartholomeus Räsänen, född 24 augusti 1888 i Simo, död 16 juli 1953, var en finsk biolog med fokus på lavar. Han försvarade sin doktorsavhandling 1927. 1921–1940 var han lektor vid Kurkijoki lantbruksuniversitet och 1940–1953 vid Karjatalousopisto. Han publicerade flera avhandlingar och böcker om lavar, bland annat Suomen jäkäläkasvio (Finlands lavar) från 1951.
Han var bror till lingvisten Martti Räsänen.